# Mahariši
Mahariši (maharishi) je sanskrtki izraz, ki pomeni veliki riši.
Mahariši(ji) so v hinduizmu Brahmovi duhovni sinovi. To je skupina modrecev in svetnikov, vidcev  in pevecev, pa tudi patriarhov davnine. Včasih jih enačijo s Pradžapatijem. Pogosto je omenjena skupina sedmih, devetih, ali desetih maharišijev. Najbolj znani so Mariči, Atri, Angiras, Pulaha, Kratu, Dakša, Narada in drugi. Njihova imena pa se spreminjajo. Sedem maharišijev sestavlja ozvezdje Velikega medveda, šest kritik (plejad) pa je njihovih žen.
V sodobnem času je  mahariši častni naziv hindujskih razsvetljencev.